# Rađenovići (Budva)
Pour les articles homonymes, voir Rađenovići.
Rađenovići (en serbe cyrillique : Рађеновићи) est un village du sud du Monténégro, dans la municipalité de Budva.

## Démographie

### Évolution historique de la population
| 1948 | 1953 | 1961 | 1971 | 1981 | 1991 | 2003 |
| ---- | ---- | ---- | ---- | ---- | ---- | ---- |
| 85   | 84   | 70   | 32   | 13   | 2    | 0    |